# Galenara consimilis
Galenara consimilis är en fjärilsart som beskrevs av Heinrich 1931. Galenara consimilis ingår i släktet Galenara och familjen mätare. Inga underarter finns listade i Catalogue of Life.